# Sondernach
Sondernach [zɔndəʁnax] est une commune française située dans la circonscription administrative du Haut-Rhin et, depuis le 1er janvier 2021, dans le territoire de la Collectivité européenne d'Alsace, en région Grand Est.
Cette commune se trouve dans la région historique et culturelle d'Alsace.

## Géographie

### Localisation
Village situé dans le parc naturel régional des Ballons des Vosges, Sondernach partage avec Mittlach le privilège d'être situé à l'amont d'une grande vallée arrosée par l'un des ruisseaux formant la Fecht. L'altitude du centre est comprise entre 500 et 600 mètres.
Sa seule voisine immédiate est la commune de Metzeral au nord.
| Metzeral | Muhlbach-sur-Munster | Breitenbach-Haut-Rhin   |
| Mittlach | Sondernach           | Luttenbach-près-Munster |
| Metzeral |                      | Linthal                 |

### Hydrographie
La commune est dans le bassin versant du Rhin au sein du bassin Rhin-Meuse. Elle est drainée par le ruisseau dit la Fecht, le ruisseau de Landersbach, le Langenfeldrunz, le Rodles, le Storchenrunz et le ruisseau l'Oderbach,,.

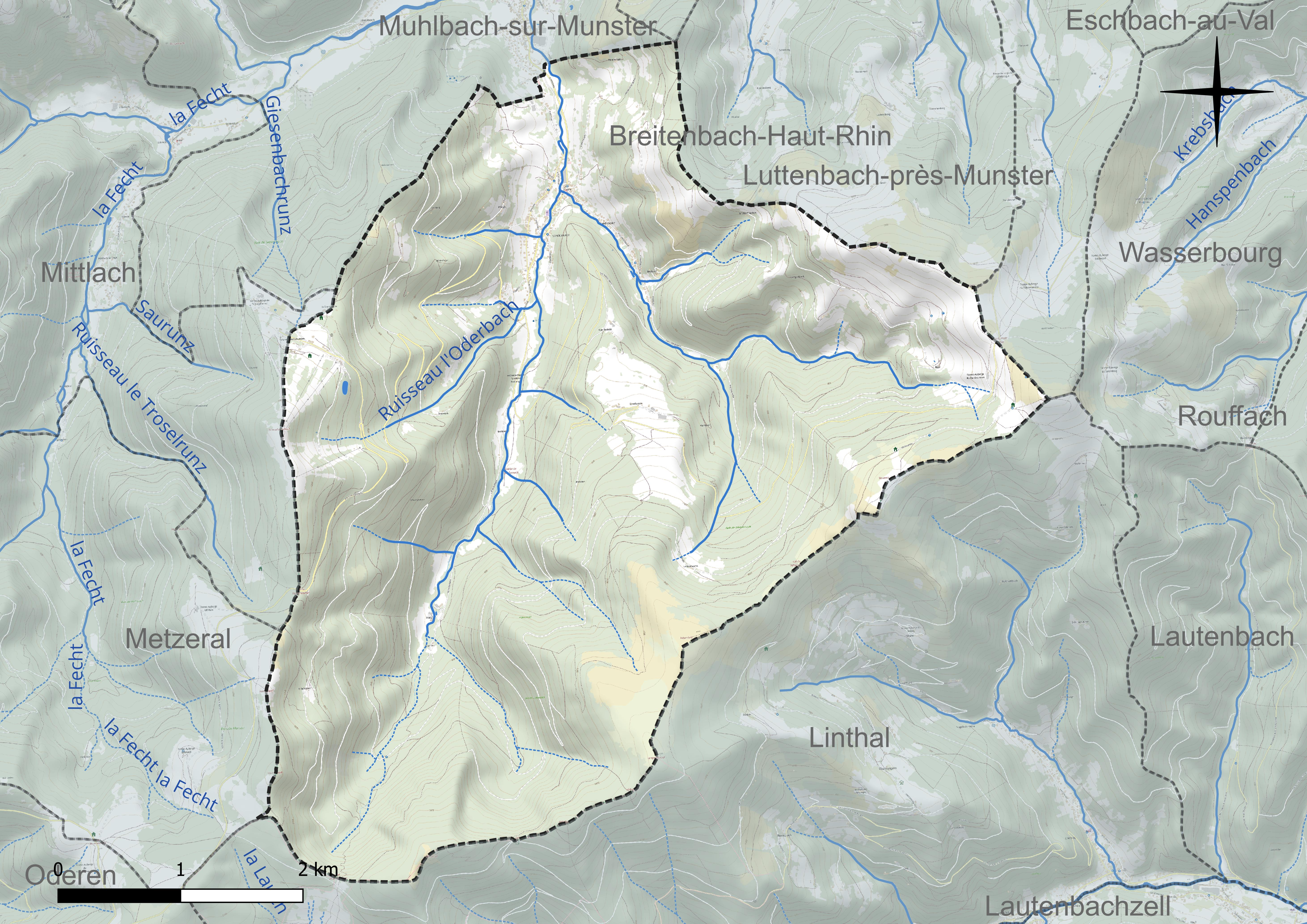
Réseau hydrographique de Sondernach.

### Climat
Pour des articles plus généraux, voir Climat du Grand Est et Climat du Haut-Rhin.
En 2010, le climat de la commune est de type climat de montagne, selon une étude du Centre national de la recherche scientifique s'appuyant sur une série de données couvrant la période 1971-2000. En 2020, Météo-France publie une typologie des climats de la France métropolitaine dans laquelle la commune est exposée à un climat semi-continental et est dans la région climatique  Vosges, caractérisée par une pluviométrie très élevée (1 500 à 2 000 mm/an) en toutes saisons et un hiver rude (moins de 1 °C). 
Pour la période 1971-2000, la température annuelle moyenne est de 8,9 °C, avec une amplitude thermique annuelle de 16,7 °C. Le cumul annuel moyen de précipitations est de 1 700 mm, avec 13,7 jours de précipitations en janvier et 10,8 jours en juillet. Pour la période 1991-2020, la température moyenne annuelle observée sur la station météorologique de Météo-France la plus proche, « Linthal_sapc », sur la commune de Linthal à 7 km à vol d'oiseau, est de 10,0 °C et le cumul annuel moyen de précipitations est de 1 320,6 mm. 
La température maximale relevée sur cette station est de 36,2 °C, atteinte le 5 juillet 2015 ; la température minimale est de −17,4 °C, atteinte le 20 décembre 2009,,. 
Les paramètres climatiques de la commune ont été estimés pour le milieu du siècle (2041-2070) selon différents scénarios d'émission de gaz à effet de serre à partir des nouvelles projections climatiques de référence DRIAS-2020. Ils sont consultables sur un site dédié publié par Météo-France en novembre 2022.

## Urbanisme

### Typologie
Au 1er janvier 2024, Sondernach est catégorisée commune rurale à habitat dispersé, selon la nouvelle grille communale de densité à sept niveaux définie par l'Insee en 2022.
Elle est située hors unité urbaine. Par ailleurs la commune fait partie de l'aire d'attraction de Colmar, dont elle est une commune de la couronne,. Cette aire, qui regroupe 95 communes, est catégorisée dans les aires de 50 000 à moins de 200 000 habitants,.

### Occupation des sols
L'occupation des sols de la commune, telle qu'elle ressort de la base de données européenne d’occupation biophysique des sols Corine Land Cover (CLC), est marquée par l'importance des forêts et milieux semi-naturels (86,8 % en 2018), une proportion identique à celle de 1990 (86,8 %). La répartition détaillée en 2018 est la suivante : 
forêts (71,1 %), milieux à végétation arbustive et/ou herbacée (15,7 %), prairies (7,6 %), zones agricoles hétérogènes (3,4 %), zones urbanisées (2,2 %). L'évolution de l’occupation des sols de la commune et de ses infrastructures peut être observée sur les différentes représentations cartographiques du territoire : la carte de Cassini (XVIIIe siècle), la carte d'état-major (1820-1866) et les cartes ou photos aériennes de l'IGN pour la période actuelle (1950 à aujourd'hui).

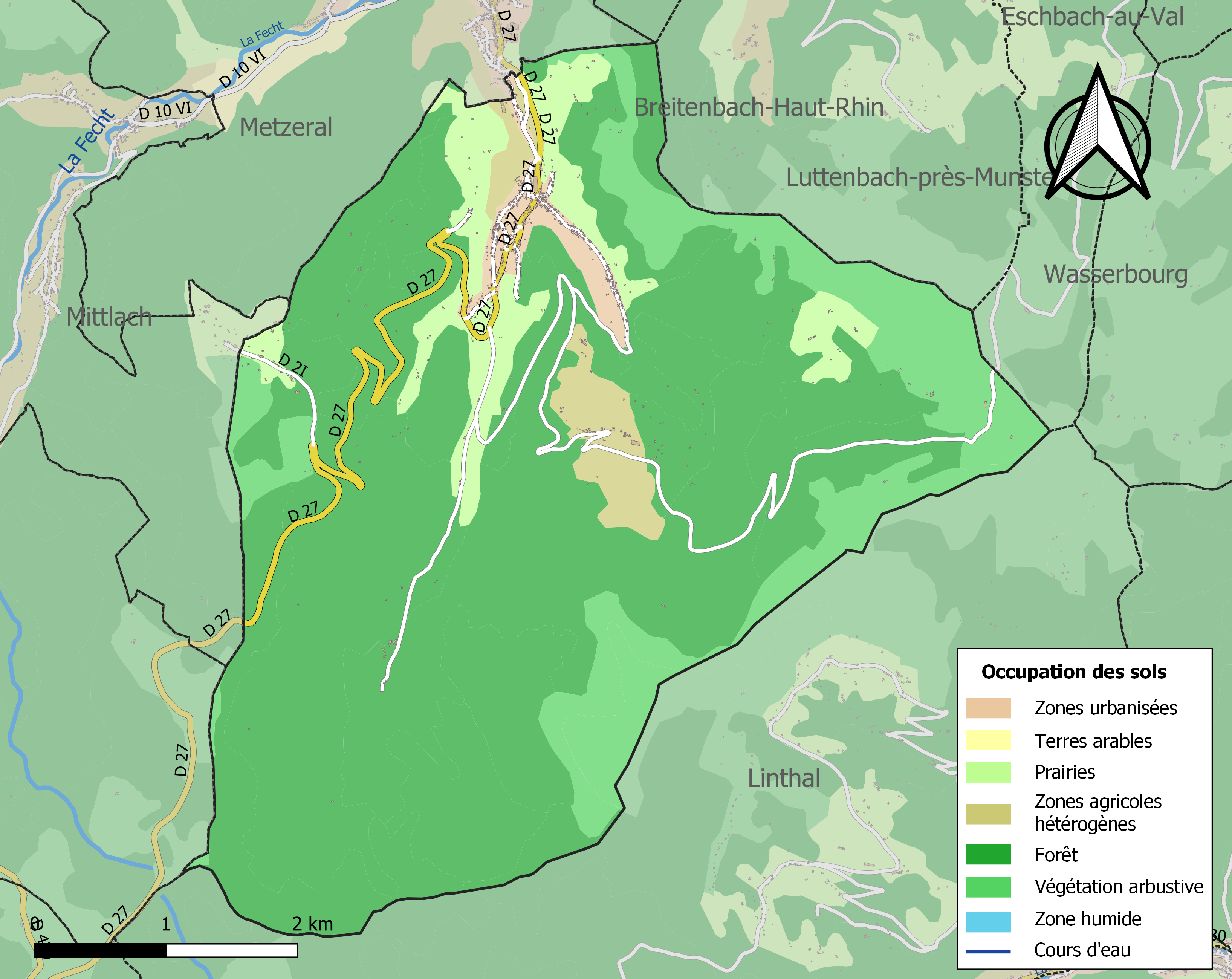
Carte des infrastructures et de l'occupation des sols de la commune en 2018 (CLC).

### Lieux-dits, hameaux et écarts
- Schnepfenriedwasen (à cheval sur la commune de Metzeral),
- Landersen,
- Landersbach.

### Voies de communication et transports
En ce qui concerne les transports publics, Sondernach est desservi par la ligne de bus 68R012 Sondernach-Mittlach-Metzeral-Munster du réseau Fluo Grand Est 68. La gare la plus proche est à Metzeral et se situe sur la ligne Colmar-Metzeral. Les habitants de la commune peuvent en outre bénéficier du service de transport à la demande Trans’Vallée mis en place par la communauté de communes.

## Toponymie
L'origine du nom du village n'est pas très claire, il pourrait vouloir dire der Sonne nahe qui veut dire « près du soleil », ou zum sundern Ach qui signifie « près du ruisseau sud », Sondernach étant le village le plus au sud de la vallée.

## Histoire
C'est au XIIe siècle que Sondernach apparaît dans les archives. Vers 1240, l'abbaye bénédictine de Munster possède des terres dans le village. À partir de 1287, le village fait partie de la communauté du val regroupant Munster et les dix communes situés au fond de la Fecht. Il est entièrement détruit pendant la Première Guerre mondiale, lors de la bataille de Metzeral, en juin 1915.
La commune a été décorée, le 2 novembre 1921, de la croix de guerre 1914-1918.

## Politique et administration

### Découpage territorial
La commune de Sondernach est membre de la communauté de communes de la Vallée de Munster, un établissement public de coopération intercommunale (EPCI) à fiscalité propre créé le 30 mai 1996 dont le siège est à Munster. Ce dernier est par ailleurs membre d'autres groupements intercommunaux.
Sur le plan administratif, elle est rattachée à l'arrondissement de Colmar-Ribeauvillé, à la circonscription administrative de l'État du Haut-Rhin, en tant que circonscription administrative de l'État, et à la région Grand Est. 
Sur le plan électoral, elle dépendait jusqu'en 2020 du  canton de Wintzenheim pour l'élection des conseillers départementaux au sein du conseil départemental du Haut-Rhin. Depuis le 1er janvier 2021, elle dépend du même canton pour l'élection des conseillers d'Alsace au sein de la collectivité européenne d'Alsace.

### Élection municipales et communautaires

#### Élections de 2020
Le conseil municipal de Sondernach, commune de moins de 1 000 habitants, est élu au scrutin majoritaire plurinominal à deux tours avec listes ouvertes et panachage. Compte tenu de la population communale, le nombre de sièges à pourvoir lors des élections municipales de 2020 est de quinze. Le premier tour se déroule le 15 mars 2020, avec un taux de participation de 54.38 % et débouche sur l’élection directe des quinze candidats. Il n’y a par conséquent pas de deuxième tour,.
Le maire est élu par le conseil municipal au scrutin secret lors de la première réunion du conseil suivant les élections municipales, pour un mandat de six ans, c'est-à-dire pour la durée du mandat du conseil. Thierry Bessey est ainsi élu maire le 24 mai 2020 avec quatorze voix pour et un bulletin blanc.
Dans les communes de moins de 1 000 habitants, les conseillers communautaires sont désignés parmi les conseillers municipaux élus en suivant l’ordre du tableau (maire, adjoints puis conseillers municipaux) et dans la limite du nombre de sièges attribués à la commune au sein du conseil communautaire. La commune dispose ainsi de deux sièges au conseil communautaire de la communauté de communes de la Vallée de Munster, le premier occupé par le maire, le second par son premier adjoint Daniel Haudy

#### Chronologie des maires
| Période                                  | Période                  | Identité             | Étiquette | Qualité                                   |
| ---------------------------------------- | ------------------------ | -------------------- | --------- | ----------------------------------------- |
| mars 2009                                | ?                        | Jean-Jacques Oberlin |           |                                           |
| 24 mai 2020                              | En cours (au 10/11/2024) | Thierry Bessey       |           | Ingénieur et cadre technique d'entreprise |
| Les données manquantes sont à compléter. |                          |                      |           |                                           |

### Finances communales
En 2015, le budget de la commune était constitué ainsi :
- total des produits de fonctionnement : 654 000 €, soit 980 € par habitant ;
- total des charges de fonctionnement : 650 000 €, soit 975 € par habitant ;
- total des ressources d’investissement : 59 000 €, soit 89 € par habitant ;
- total des emplois d’investissement : 112 000 €, soit 168 € par habitant ;
- endettement : 501 000 €, soit 751 € par habitant.

## Équipements et services publics

### Enseignement
Sondernach dispose d’une école protestante à partir du milieu du XVIIIe siècle. En 1789, il existe également une école catholique. Pendant la majeure partie du XIXe siècle, les classes ne sont assurées qu’en hiver, instituteurs et élèves étant occupés aux champs le reste de l’annéet.
En raison du faible nombre d’élève, Sondernach ne comporte plus d’école en 2024 mais fait partie avec Mittlach d’un regroupement pédagogique concentré à Metzeral. Pour l’enseignement secondaire général, les établissements les plus proches sont le collège Frédéric Hartmann et le lycée général Frédéric Kirschleger, tous deux situés à Munster. Pour l’enseignement secondaire professionnel, les établissements les plus proches sont le lycée polyvalent Lazare de Schwendi à Ingersheim et le lycée horticole du Pflixbourg à Wintzenheim.

## Population et société

### Démographie
L'évolution du nombre d'habitants est connue à travers les recensements de la population effectués dans la commune depuis 1793. Pour les communes de moins de 10 000 habitants, une enquête de recensement portant sur toute la population est réalisée tous les cinq ans, les populations de référence des années intermédiaires étant quant à elles estimées par interpolation ou extrapolation. Pour la commune, le premier recensement exhaustif entrant dans le cadre du nouveau dispositif a été réalisé en 2007.

En 2022, la commune comptait 593 habitants, en évolution de −4,97 % par rapport à 2016 (Haut-Rhin : +0,66 %, France hors Mayotte : +2,11 %).
| 1793 | 1800 | 1806 | 1821 | 1831  | 1836  | 1841  | 1846  | 1851 |
| ---- | ---- | ---- | ---- | ----- | ----- | ----- | ----- | ---- |
| 723  | 724  | 840  | 911  | 1 027 | 1 029 | 1 016 | 1 040 | 992  |

| 1856 | 1861 | 1866  | 1871 | 1875 | 1880  | 1885  | 1890  | 1895 |
| ---- | ---- | ----- | ---- | ---- | ----- | ----- | ----- | ---- |
| 976  | 992  | 1 000 | 987  | 974  | 1 013 | 1 023 | 1 013 | 994  |

| 1900  | 1905  | 1910  | 1921 | 1926 | 1931 | 1936 | 1946 | 1954 |
| ----- | ----- | ----- | ---- | ---- | ---- | ---- | ---- | ---- |
| 1 005 | 1 117 | 1 144 | 694  | 840  | 807  | 745  | 765  | 702  |

| 1962 | 1968 | 1975 | 1982 | 1990 | 1999 | 2006 | 2007 | 2012 |
| ---- | ---- | ---- | ---- | ---- | ---- | ---- | ---- | ---- |
| 622  | 588  | 559  | 527  | 540  | 614  | 647  | 651  | 653  |

| 2017 | 2022 | - | - | - | - | - | - | - |
| ---- | ---- | - | - | - | - | - | - | - |
| 615  | 593  | - | - | - | - | - | - | - |

### Sports et loisirs
Accessibles aux différents types de tourisme, les nombreux circuits de randonnées, réalisés et entretenus régulièrement par le Club vosgien, sont jalonnés de refuges de montagne,.
La station de ski du « Schnepfenried » et le centre équestre de la grande vallée élargissent les activités de la commune.

## Économie

### Revenus de la population et fiscalité

#### Fiscalité
Taux de fiscalité en 2015 :
- taxe d’habitation : 6,22 % ;
- taxe foncière sur les propriétés bâties : 6,22 % ;
- taxe foncière sur les propriétés non bâties : 29,42 % ;
- taxe additionnelle à la taxe foncière sur les propriétés non bâties : 0,00 % ;
- cotisation foncière des entreprises : 0,00 %.

## Culture locale et patrimoine

### Lieux et monuments

#### Patrimoine religieux et funéraire
Église protestante, construite en 1901 elle fut détruite par les bombardements (à l'exception du clocher) en 1915. Après reconstruction avec son haut clocher-porche, elle a été rendue au culte en 1924,. L'orgue pneumatique « Opus 33 » néo-gothique a été réalisé par Georges Schwenkedel (1897-1981), facteur d'orgues strasbourgeois.
Église paroissiale Saint-Blaise et église de pèlerinage Notre-Dame-des-Sept-Douleurs, dite église Notre-Dame de l'Emm.
Le cimetière militaire français du Bois-de-Maettle rassemble les corps de 373 soldats français tombés sur différents champs de bataille dans la vallée de Munster.

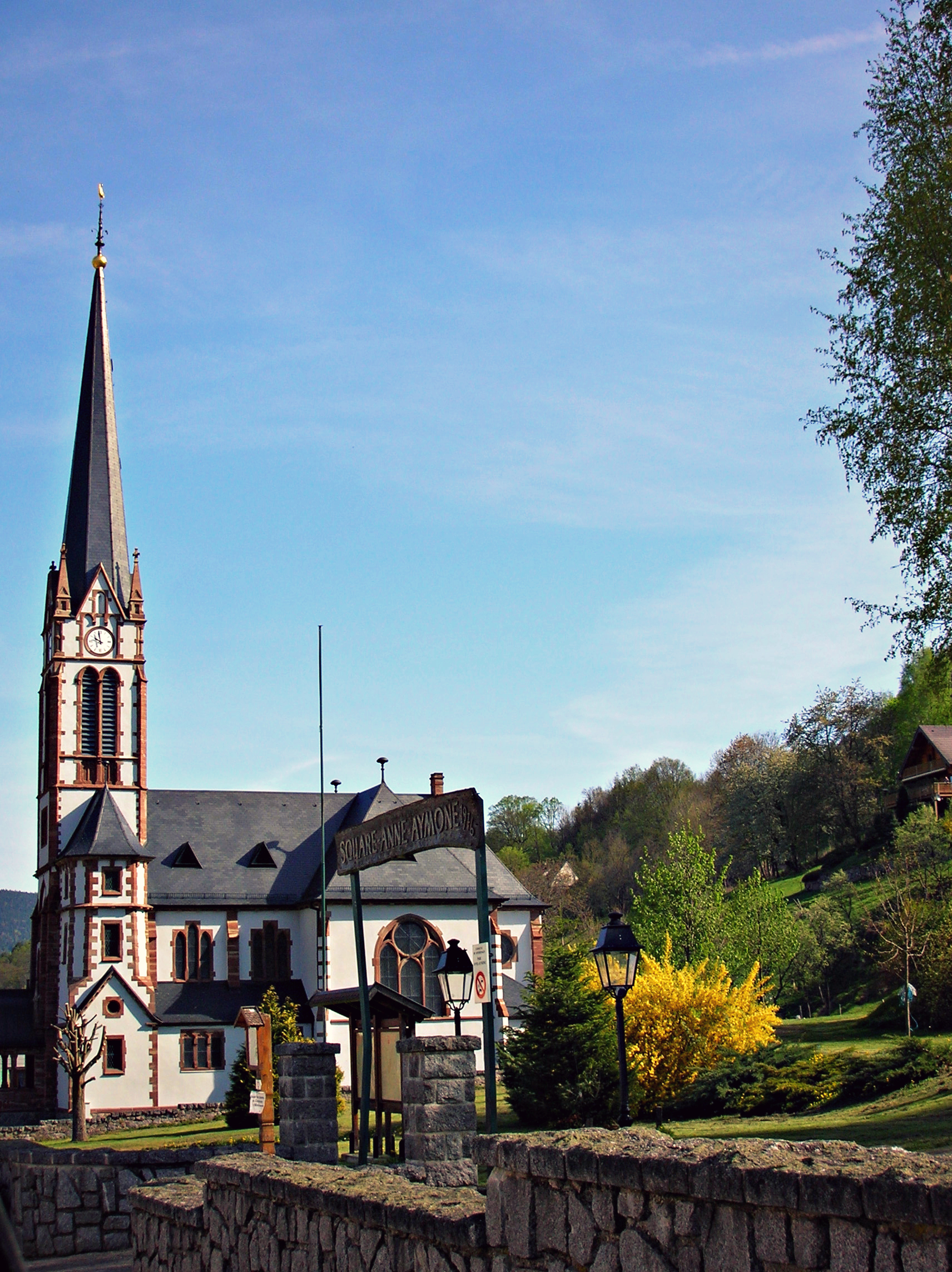
L'église protestante de Sondernach.
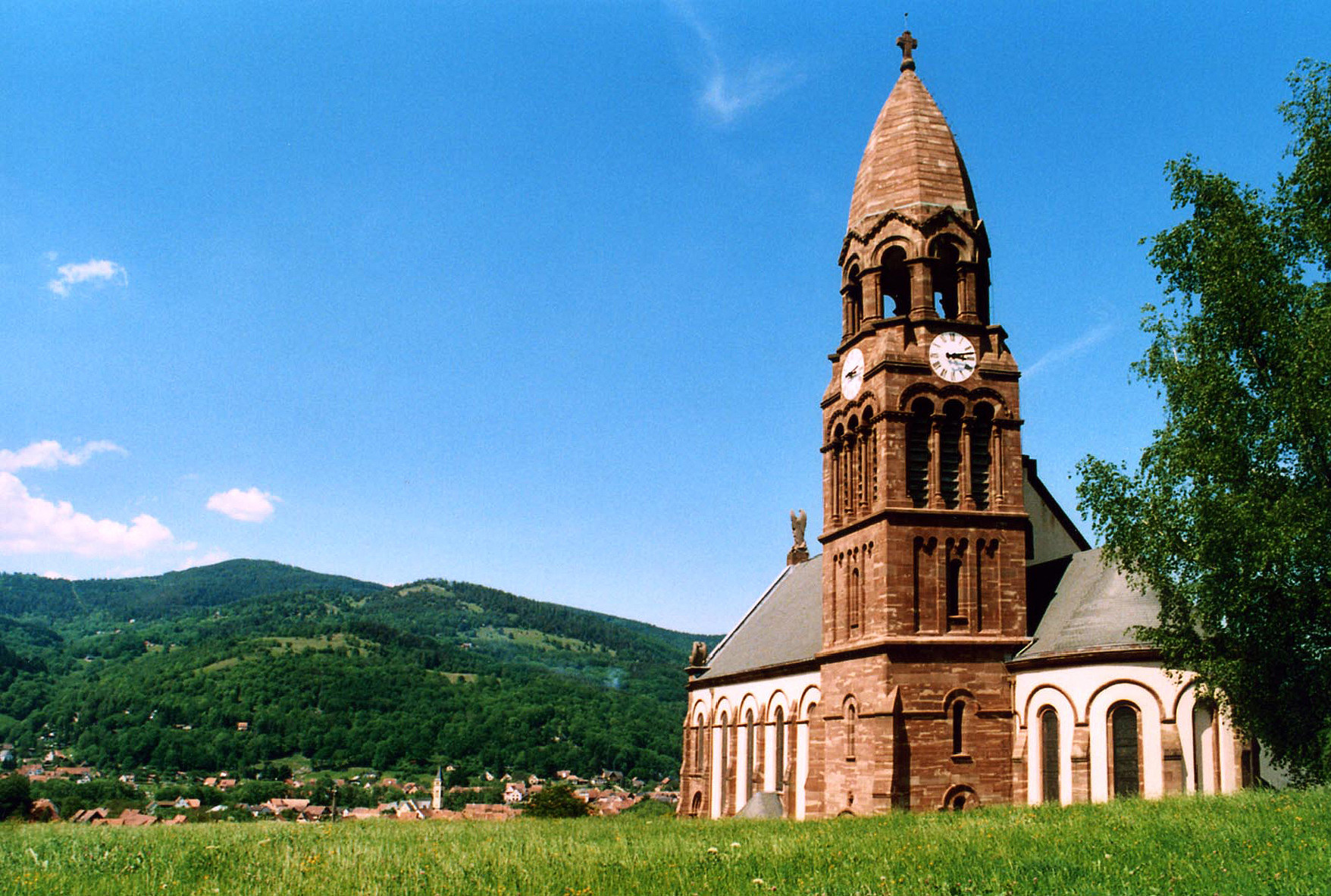
L'église de l'Emm.
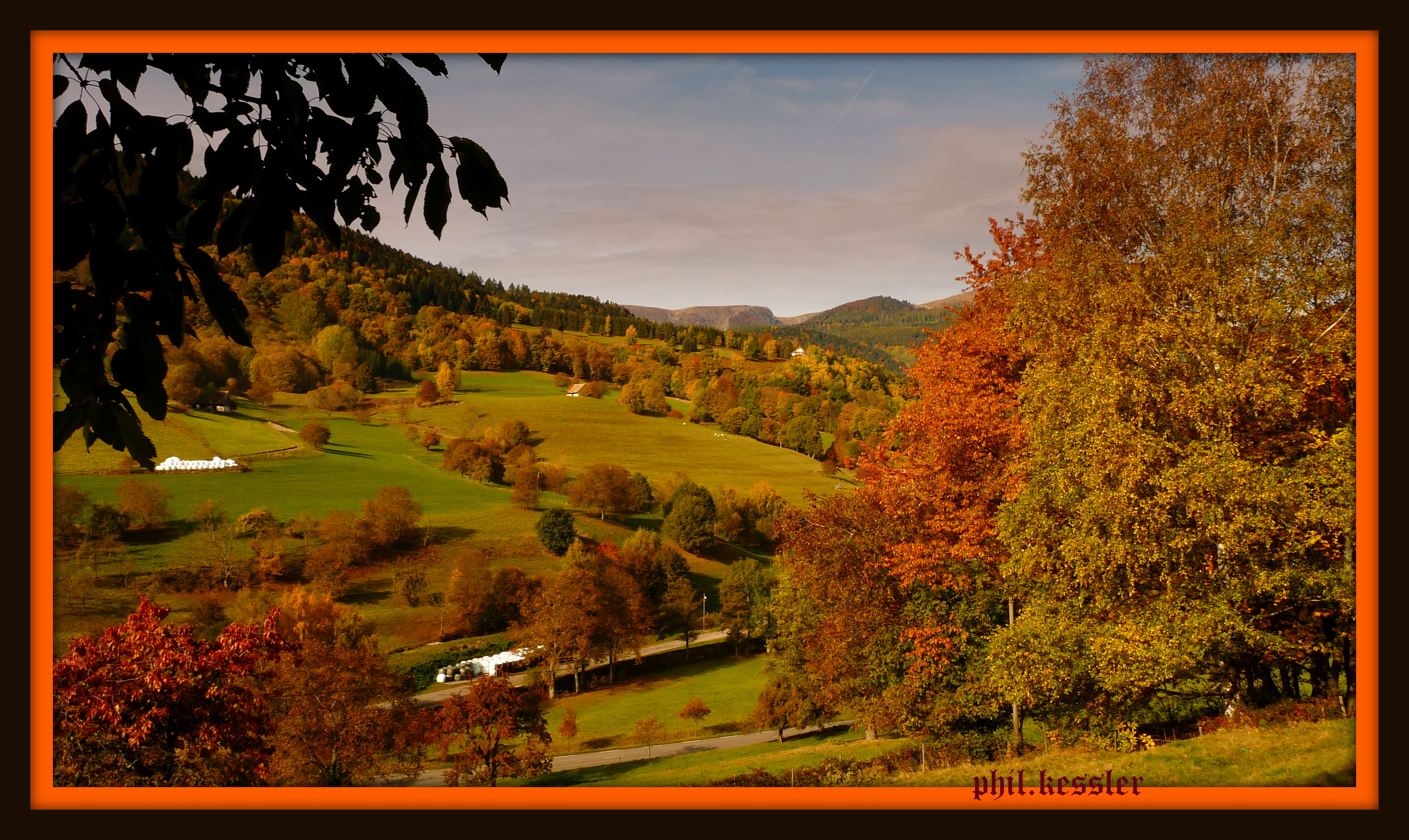
Vue sur l'Emm en automne.
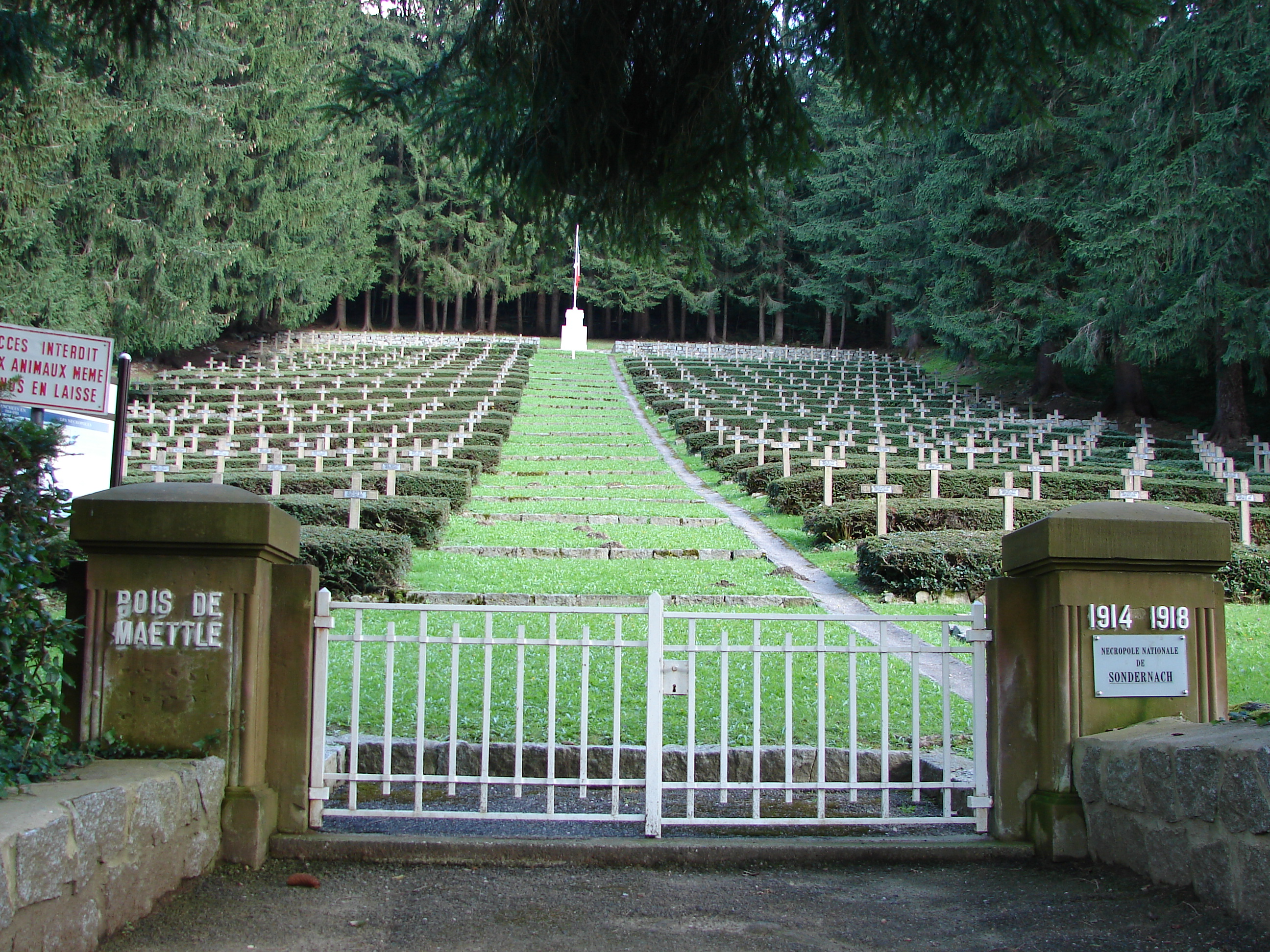
Cimetière militaire français du Bois-de-Maettle.

#### Le patrimoine industriel
Les enquêtes régionales du patrimoine industriel (tissage, scieries et de leur matériel tel que la turbine Francis, turbine hydraulique de type « à réaction », également menées par le service régional de l'inventaire, apportent elles aussi une image de la vie des populations locales qui ont dû faire face aux destructions durant les différents conflits mondiaux. Ces recherches témoignent aussi innovations technologiques et reconversions incessantes auxquelles les industriels sont confrontés,,,,,.

#### Fermes-Auberges
Les études thématiques du service régional de l'inventaire sur le secteur agricole permettent de retracer la vie économique de ces villages de montagne,,.
La commune comporte à elle seule 8 fermes auberges dont plusieurs ont fait l'objet d'une étude d'inventaire :
- Ferme, restaurant et fromagerie d'estive Rothenbrunnen[64] ;
- Ferme, restaurant et fromagerie Ried[65].

### Personnalités liées à la commune
- Étienne Ritter, peintre ayant grandi dans la commune.

### Héraldique, logotype et devise
| Blason de Sondernach | Les armes de Sondernach se blasonnent ainsi : « De gueules à la schlitte d'or. » |